# Spominski znak Komenski kras 1991
Spominski znak Komenski kras 1991 je spominski znak Slovenske vojske, ki je namenjen  udeležencem osvoboditve mejnega prehoda Klariči in Gorjansko, v času od 29. 6. do 2. 7. 1991.
Znak je bil ustanovljen 19. junija 1998.

## Oris
Spominski znak »Komenski kras 1991« ima obliko ščita svetlo rjave barve. Na sredini znaka sta prekrižani puški, v ozadju pa list vinske trte zelene barve. V zgornjem delu znaka je napis KOMENSKI KRAS, v spodnjem delu pa letnica 1991.
Nadomestna oznaka je modre barve z zlatim lipovim listom, ki ga križa puška.

## Nosilci
- seznam nosilcev spominskega znaka Komenski kras 1991